# Sender Weimar (Ettersberg)
Der Sender Weimar (Ettersberg) befindet sich auf dem Großen Ettersberg nördlich von Weimar, in der Nähe des ehemaligen KZ Buchenwald. Neben dem Sender Weimar (südlich von der Stadt), befindet sich dieser ebenfalls auf einer Liegenschaft der Deutschen Funkturm GmbH einem Tochterunternehmen der Deutschen Telekom AG.
Dieser Standort wird heute zur Verbreitung von digitalen Fernsehen (DVB-T2), analogen Rundfunk (UKW), digitalen Rundfunk (DAB) genutzt.
Weiterhin dient er als Antennenstandort für den Mobilfunk sowie für Richtfunkstrecken.

## Geschichte

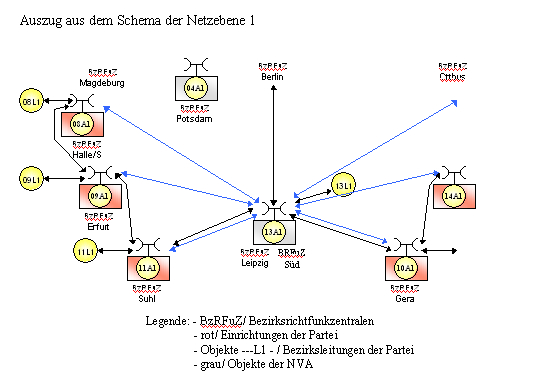
Auszug aus dem Schema der Netzebene 1

Die Liegenschaft inklusive des Sendebetriebsgebäudes (A-Turm) wurde ursprünglich als Bezirksrichtfunkzentrale (BzRFuZ) Erfurt, als Teil der Netzebene 1 des Richtfunknetz der Partei (SED), erschlossen.
Das Netz arbeitete im offenen Regime ohne Einsatz von Schlüsseltechnik und wurde bereits in der zweiten Hälfte der 1960er Jahre von der Fernmeldeaufklärung der Bundeswehr, gemäß einer Vereinbarung mit dem Bundesnachrichtendienst (BND), abgehört. In der Folge wurde die Nutzung des Netzes stark eingeschränkt. Mit dem Ausbau des Sondernetzes 1 verlor das Richtfunknetz an Bedeutung für die tägliche Kommunikation. Hauptsächlich war es für den Kriegsfall vorbereitet. Es wurde per 1. Januar 1984 kostenfrei an die Deutsche Post übertragen. Gemäß einer Vereinbarung zwischen der DP und der NVA wurde eine definierte Anzahl von Reservekanälen für Führungsstellen gegen Gebühr weiterhin bis 1990 für die NVA zur Verfügung gestellt.
Der Standort wurde weiterhin für die Übertragung von Zeitungsdrucksätzen der Zeitung des Zentralorgans der Partei Neues Deutschland zu den Druckeinrichtungen im Bezirk Erfurt genutzt.
Mitte der 1980er Jahre kam dann UKW und TV (Füllsender) hinzu.
Infolge der Wiedervereinigung wurden die bis dahin genutzten Richtfunkstrecken eingestellt, und die Liegenschaft wurde an die Deutsche Bundespost übereignet.

## Frequenzen und Programme

### Analoges Radio (UKW)
Sendenetzbetreiber Media Broadcast:
| Frequenz (MHz) | Programm              | RDS PS   | RDS PI | Regionalisierung | ERP (kW) | Antennen- diagramm rund (ND) / gerichtet (D) | Polarisation horizontal (H) / vertikal (V) |
| -------------- | --------------------- | -------- | ------ | ---------------- | -------- | -------------------------------------------- | ------------------------------------------ |
| 89,2           | Landeswelle Thüringen | LANDESW. | D8F9   | Mitte            | 0,25     | D (310°-80°, 100°-130°, 230°-290°)           | H                                          |
| 93,3           | MDR Thüringen         | MDR_THUE | D4F1   | Erfurt           | 5        | D (20°-280°)                                 | H                                          |
| 107,2          | Radio Top 40          | *TOP 40* | DAFA   | -                | 0,25     | D (40°-120°, 200°-320°)                      | H                                          |

### Digitales Radio (DAB)
Seit 1. August 2011 wird DAB im Gleichwellenbetrieb mit anderen Sendern ausgestrahlt, wobei mit vertikaler Polarisation Richtung Südost/Südwest und horizontal Polarisation Nordwest/Nordost gesendet wird.
Am 1. Dezember 2012 erfolgte zusätzlich die Aufschaltung des landesweiten Multiplex mit den Hörfunkprogrammen des Mitteldeutschen Rundfunks im DAB-Kanal 9C.
Im Zuge der Restrukturierung auf eine einheitliche Frequenz für Thüringen, im Dezember 2014, wurde der DAB Block 9C auf den Block 8B gewechselt.
| Block                        | Programme (Datendienste) | ERP (kW) | Antennen- diagramm rund (ND), gerichtet (D) | Polarisation horizontal (H)/ vertikal (V)/ gemischt (M) | Gleichwellennetz (SFN) |
| ---------------------------- | --- | -------- | ------------------------------------------- | ------------------------------------------------------- | --- |
| 5C DR Deutschland (D__00188) | DAB+ Block der Media Broadcast: - Absolut relax (72 kbps) - Dlf (104 kbps) - Dlf Kultur (112 kbps) - Dlf Nova (104 kbps) - DRadio DokDeb (48 kbps) - Energy Digital (72 kbps) - ERF Plus (64 kbps) - Klassik Radio (72 kbps) - Radio Bob (72 kbps) - Radio Horeb (48 kbps) - Radio Schlagerparadies (64 kbps) - Schwarzwaldradio (64 kbps) - sunshine live (72 kbps) - DRadio Daten (32 kbps Daten) - EPG Deutschland (16 kbps Daten) - TPEG (16 kbps Daten) - TPEG_MM (16 kbps Daten) | 10       | ND                                          | M                                                       | - Baden-Württemberg: Aalen, Baden-Baden (Fremersberg), Bad Mergentheim, Blauen, Brandenkopf, Donaueschingen, Feldberg im Schwarzwald, Freiburg (Vogtsburg-Totenkopf), Geislingen (Oberböhringen), Großerlach (Hohe Brach), Heidelberg (Königstuhl), Heilbronn (Schweinsberg), Hochrhein (Rickenbach), Hornisgrinde, Pforzheim (Schömberg-Langenbrand), Raichberg, Ravensburg (Höchsten), Reutlingen, Stuttgart (Frauenkopf), Ulm (Kuhberg) - Bayern: Amberg (Hirschau), Aschaffenburg (Pfaffenberg), Augsburg (Hotelturm), Bad Tölz (Gaißach), Balderschwang, Bamberg (Geisberg), Büttelberg, Brotjacklriegel, Dillberg, Grünten, Herzogstand, Hochberg (Traunstein), Hoher Bogen, Inntal (Ebbs), Ingolstadt (Gelbelsee), Kreuzberg/Rhön, Landshut (Altdorf), München (Olympiaturm), Nennslingen (Büchelberg), Nürnberg, Oberammergau, Ochsenkopf, Passau, Pfänder, Pfaffenhofen, Pfarrkirchen, Pfronten, Regensburg (Hohe Linie), Unterringingen, Untersberg, Wendelstein (Bayrischzell), Würzburg (Frankenwarte) - Berlin: Berlin (Alexanderplatz), Berlin (Scholzplatz) - Brandenburg: Bad Belzig, Booßen, Brandenburg/Havel, Calau, Casekow, Cottbus, Eberswalde (geplant), Eisenhüttenstadt, Neuruppin (geplant), Petkus, Pritzwalk, Templin - Bremen: Bremen (Walle), Bremerhaven-Schiffdorf - Hamburg: Hamburg (Moorfleet), Hamburg (Heinrich-Hertz-Turm) - Hessen: Bad Hersfeld (Rimberg), Biedenkopf (Sackpfeife), Fulda (Hummelskopf), Frankfurt (Europaturm), Gelnhausen (Schnepfenkopf), Gießen (Dünsberg), Großer Feldberg, Hardberg, Hohe Wurzel, Hoher Meißner, Kassel (Habichtswald), Mainz-Kastel - Mecklenburg-Vorpommern: Garz (Rügen), Güstrow, Malchin, Neubrandenburg-Süd, Neustrelitz (geplant), Rostock (Toitenwinkel), Röbel, Schwerin (Zippendorf-Gr.Dreesch), Torgelow, Wismar/Rüggow, Züssow - Niedersachsen: Aurich-Popens, Braunschweig (Broitzem), Braunschweig (Drachenberg), Cuxhaven-Stadt, Dannenberg, Göttingen (Bovenden-Osterberg), Hannover (Telemax), Lingen, Lüneburg-Neu Wendhausen, Molbergen-Peheim, Osnabrück (Bramsche-Schleptruper Egge), Hildesheim (Sibbesse), Steinkimmen, Uelzen, Visselhövede, Wilhelmshaven - Nordrhein-Westfalen: Aachen (Karlshöhe), Bergneustadt-Wiedenest (R), Bielefeld (Hünenburg), Bonn (Venusberg), Dortmund (Florianturm), Düsseldorf (Rheinturm), Eggegebirge, Herscheid, Hochsauerland (Hunau), Hürtgenwald-Großhau, Köln (Colonius), Langenberg, Lügde-Rischenau (Köterberg), Meschede (geplant), Minden (Jakobsberg), Münster (Fernmeldeturm), Schöppingen, Siegen-Süd, Wesel - Rheinland-Pfalz: Bad Kreuznach (Schanzenkopf), Bad Marienberg (Westerwald), Bornberg, Daun (Eifel), Edenkoben (Kalmit), Heckenbach-Schöneberg (Ahrweiler), Haardtkopf (geplant), Idar-Oberstein, Kaiserslautern, Kettrichhof, Koblenz (Kühkopf), Schnee-Eifel (geplant), Trier (Petrisberg) - Saarland: Merzig-Merchingen, Saarbrücken (Schoksberg) - Sachsen: Chemnitz, Dresden, Geyer, Leipzig, Löbau, Neustadt, Niederschöna (geplant), Oschatz, Schöneck, Zwickau Ost - Sachsen-Anhalt: Brocken, Burg, Dequede, Petersberg, Pettstädt (Weißenfels), Schneidlingen, Wittenberg - Schleswig-Holstein: Bungsberg, Bredstedt, Flensburg, Garding, Heide, Helgoland, Hennstedt, Itzehoe, Kiel (Kronshagen), Lübeck (Stockelsdorf), Schleswig, Niebüll (Süderlügum), Westerland (Sylt) - Thüringen: Bleßberg (Sonneberg), Erfurt-Hochheim, Gera, Inselsberg, Jena (Oßmaritz), Kulpenberg, Lobenstein (Sieglitzberg), Saalfeld (Remda), Weimar (Ettersberg) |
| 5D Antenne DE (D__00364)     | DAB-Block von Antenne Deutschland: - 80s80s (72 kbps) - 90s90s (72 kbps) - Absolut Bella (72 kbps) - Absolut Germany (72 kbps) - Absolut Hot (72 kbps) - Absolut Oldie (72 kbps) - Absolut Top 2000er (72 kbps) - AIDAradio (72 kbps) - Ballermann Radio (72 kbps) - Beats Radio (72 kbps) - Brillux Radio (72 kbps) - Nostalgie (72 kbps) - Oldie Antenne (72 kbps) - RTL Radio (72 kbps) - Rock Antenne (72 kbps) - Toggo Radio (72 kbps)                                            | 10       | ND                                          | M                                                       | - Bayern: Amberg (Hirschau), Bamberg (Geisberg), Ingolstadt (Gelbelsee), Kreuzberg/Rhön, Nürnberg, Ochsenkopf, Pfaffenhofen, Regensburg (Hohe Linie), Würzburg (Frankenwarte) - Berlin: Berlin (Alexanderplatz), Berlin (Scholzplatz) - Brandenburg: Casekow, Cottbus, Pritzwalk - Bremen: Bremen (Walle) - Hamburg: Hamburg (Heinrich-Hertz-Turm) - Mecklenburg-Vorpommern: Rostock (Toitenwinkel), Schwerin (Zippendorf-Gr.Dreesch), Züssow - Niedersachsen: Braunschweig (Broitzem), Cuxhaven-Stadt, Göttingen (Bovenden-Osterberg), Hannover (Telemax), Hildesheim (Sibbesse/Griesberg), Lüneburg-Neu Wendhausen, Molbergen-Peheim, Osnabrück (Bramsche-Schleptruper Egge), Visselhövede - Nordrhein-Westfalen: Bielefeld (Hünenburg), Minden (Jakobsberg) - Sachsen: Dresden, Geyer, Leipzig, Löbau/Schafberg, Oschatz, Schöneck - Sachsen-Anhalt: Brocken, Burg, Petersberg, Wittenberg - Schleswig-Holstein: Flensburg, Heide, Kiel (Kronshagen), Lübeck (Stockelsdorf) - Thüringen: Erfurt-Hochheim, Gera, Inselsberg, Jena (Oßmaritz), Kulpenberg, Lobenstein (Sieglitzberg), Weimar (Ettersberg) |
| 8B Thueringen (D__00229)     | DAB+ Block des MDR: - MDR Jump (88 kbps) - MDR Kultur (88 kbps) - MDR Tweens (80 kbps) - MDR Sputnik (88 kbps) - MDR Aktuell (72 kbps) - MDR Klassik (112 kbps) - MDR Schlagerwelt (TH) (88 kbps) - MDR Thüringen Mitte-West (Erfurt) (88 kbps) - MDR Thüringen Ost (Gera) (88 kbps) - MDR Thüringen Süd (Suhl) (88 kbps) - MDR Thüringen Nord (Heiligenstadt) (88 kbps) - MDR TPEG (16 kbps) - MDR EPG (16 kbps)                                                                      | 8        | ND                                          | M                                                       | Altenburg, Bleßberg (Sonneberg), Dingelstädt, Erfurt (Funkhaus), Gera (Langenberg), Hoher Meißner, Inselsberg, Jena (Oßmaritz), Kreuzberg, Kulpenberg, Lobenstein (Sieglitzberg), Reichenbach (Netzschkau), Saalfeld (Kulm), Saalfeld (Remda), Suhl (Erleshügel), Weimar (Ettersberg) |
| 12B DAB Thueringen           | DAB+ Block der TLM - Antenne Thüringen (West) (80 kbps) - Antenne Thüringen (Mitte) (80 kbps) - Antenne Thüringen (Ost) (80 kbps) - Landeswelle Thüringen (West) (80 kbps) - Landeswelle Thüringen (Mitte) (80 kbps) - Landeswelle Thüringen (Ost) (80 kbps) - Radio Top 40 (80 kbps) - Antenne Thüringen Classics (72 kbps) - Antenne Ostalgie (72 kbps) - Schlager Radio (96 kbps) - 89.0 RTL (144 kbps) - Radio Holiday (144 kbps)                                                  | 10       | ND                                          | M                                                       | Erfurt-Hochheim, Inselsberg, Jena-Oßmaritz, Weimar (Ettersberg) |

### Digitales Fernsehen (DVB-T2)
Seit dem 25. April 2018 senden im DVB-T2-Standard die Programme der ARD (MDR-Mux), des ZDF sowie das kommerzielle Angebot von freenet TV (in Irdeto verschlüsselt) im HEVC-Videokodierverfahren und in Full-HD-Auflösung.
Die DVB-T2 HD-Ausstrahlungen aus Weimar sind im Gleichwellenbetrieb (Single Frequency Network) mit anderen Senderstandorten.
Alle kursiv dargestellten Sender sind verschlüsselt und nur über die DVB-T2 HD-Plattform freenet TV empfangbar.
| Kanal | Frequenz (MHz) | Multiplex                                                | Programme im Multiplex | ERP (kW) | Antennendiagramm rund (ND)/ gerichtet (D) | Polarisation horizontal (H) / vertikal (V) | Modulationsverfahren | FEC | Guardintervall | Bitrate (MBit/s) | Gleichwellennetz (SFN)                                                             |
| ----- | -------------- | -------------------------------------------------------- | --- | -------- | ----------------------------------------- | ------------------------------------------ | -------------------- | --- | -------------- | ---------------- | ---------------------------------------------------------------------------------- |
| 27    | 522            | MDR 1 (ARD)                                              | - Das Erste HD - tagesschau24 HD - MDR Sachsen HD - MDR S-Anhalt HD - MDR Thüringen HD - NDR FS NDS HD - rbb Brandenburg HD - SWR BW HD                                                              | 50       | ND                                        | V                                          | 64-QAM               | 3/5 | 19/256         | 23,6             | Weimar (Ettersberg), Erfurt-Windischholzhausen, Jena (Kernberge), Gera, Inselsberg |
| 21    | 474            | MDR 2 (ARD)                                              | - arte HD - PHOENIX HD - ONE HD - BR Fernsehen HD - hr-fernsehen HD - WDR HD Köln - ARD-alpha HD (Internet) 1) - SWR BW HD (Internet) 1)                                                             | 50       | ND                                        | V                                          | 64-QAM               | 3/5 | 19/256         | 23,6             | Weimar (Ettersberg), Erfurt-Windischholzhausen, Jena (Kernberge)                   |
| 41    | 634            | Substream 0: ZDF (ZDFmobil) Substream 1: MEDIA BROADCAST | Substream 0: - ZDF HD - ZDFinfo HD - zdf_neo HD - 3sat HD - KiKA HD Substream 1: - freenet.TV connect                                                                                                | 50       | ND                                        | V                                          | 64-QAM               | 3/5 | 19/128         | 22               | Weimar (Ettersberg), Erfurt-Windischholzhausen, Jena (Kernberge), Inselsberg       |
| 44    | 658            | MEDIA BROADCAST (RTL Group)                              | - RTL HD - VOX HD - SUPER RTL HD - RTL II HD - n-tv HD - RTL NITRO HD - Tele 5 HD | 50       | ND                                        | V                                          | 64-QAM               | 2/3 | 1/16           | 27,6             | Weimar (Ettersberg), Erfurt-Windischholzhausen, Jena (Kernberge)                   |
| 33    | 570            | MEDIA BROADCAST (ProSiebenSat.1 Media)                   | - SAT.1 HD - ProSieben HD - kabel eins HD - SIXX HD - Pro7 MAXX HD - SAT.1 Gold HD - Sport1 HD | 50       | ND                                        | V                                          | 64-QAM               | 2/3 | 1/16           | 27,6             | Weimar (Ettersberg), Erfurt-Windischholzhausen, Jena (Kernberge)                   |
| 47    | 682            | MEDIA BROADCAST                                          | Substream 0: - Disney Channel HD - N24 HD - DMAX HD - Eurosport 1 HD - nickelodeon HD - test - QVC HD - HSE24 HD - Bibel TV HD Substream 1: - freenet.TV Info - ssu (System Software Update service) | 50       | ND                                        | V                                          | 64-QAM               | 2/3 | 1/16           | 27,6             | Weimar (Ettersberg), Erfurt-Windischholzhausen, Jena (Kernberge), Gera             |

  1)Für den Empfang von ARD-alpha HD (Internet) und SWR BW HD (Internet) ist ein hbb-TV fähiges Endgerät erforderlich.

### Digitales Fernsehen (DVB-T)
Die DVB-T-Ausstrahlungen wurden am 25. April 2018 eingestellt.
Sendenetzbetreiber Media Broadcast:
| Kanal | Frequenz (MHz) | Multiplex                    | Programme im Multiplex                                                                                      | ERP (kW) | Antennendiagramm rund (ND)/ gerichtet (D) | Polarisation horizontal (H)/ vertikal (V) | Modulations- verfahren | FEC | Guard- intervall | Bitrate (MBit/s) | SFN |
| ----- | -------------- | ---------------------------- | --- | -------- | ----------------------------------------- | ----------------------------------------- | ---------------------- | --- | ---------------- | ---------------- | --- |
| 21    | 474            | ARD Digital (MDR)            | - Das Erste (MDR) - ARTE - Phoenix - One                                                                    | 25       | ND                                        | V                                         | 64-QAM                 | 2/3 | 1/4              | 19,91            | Saalfeld (Kulm), Sonneberg (Bleßberg), Erfurt-Windischholzhausen, Weimar (Großer Ettersberg)                    |
| 27    | 522            | ARD regional (MDR) Thüringen | - MDR Fernsehen Thüringen - rbb Fernsehen Brandenburg - Bayerisches Fernsehen Nord (Franken) - hr-fernsehen | 25       | ND                                        | V                                         | 64-QAM                 | 2/3 | 1/4              | 19,91            | Saalfeld (Kulm), Sonneberg (Bleßberg), Erfurt-Windischholzhausen, Weimar (Großer Ettersberg), Gera-Roschütz     |
| 50    | 706            | ZDFmobil                     | - ZDF - 3sat - ZDFinfo - KiKA (06–21:00 Uhr)/ZDFneo (21-06:00 Uhr)                                          | 25       | ND                                        | V                                         | 16-QAM (8-k-Modus)     | 2/3 | 1/4              | 13,27            | Saalfeld (Kulm), Sonneberg (Bleßberg), Großer Inselsberg, Erfurt-Windischholzhausen, Weimar (Großer Ettersberg) |

### Analoges Fernsehen (PAL)
Bis zur Umstellung auf DVB-T wurden folgende analogen Fernsehprogramme gesendet:
| Kanal | Frequenz (MHz) | Programm                | ERP (kW) | Sendediagramm rund (ND)/ gerichtet (D) | Polarisation horizontal (H)/ vertikal (V) |
| ----- | -------------- | ----------------------- | -------- | -------------------------------------- | ----------------------------------------- |
| 26    | 511,25         | Das Erste (MDR)         | 0,32     | D                                      | H                                         |
| 36    | 591,25         | MDR Fernsehen Thüringen | 0,32     | D                                      | H                                         |
| 46    | 671,25         | ZDF                     | 0,16     | D                                      | H                                         |